# ロベルト・ケネディ・ヌネス・ド・ナシメント
ケネディ（Kenedy）ことロベルト・ケネディ・ヌネス・ド・ナシメント（Robert Kenedy Nunes do Nascimento, 1996年2月8日 - ）は、ブラジル出身のサッカー選手。レアル・バリャドリード所属。ポジションはフォワード（FW）、ミッドフィールダー（MF）、ディフェンダー（DF）。

## 来歴

### クラブ

#### フルミネンセ
フルミネンセの下部組織で育ち、2013年にトップチームへ昇格した。2013年7月のグレミオ戦でプロデビュー、2014年5月のECバイーア戦でプロ初ゴールを果たす。在籍した2013年から2015年まで通算40試合出場5得点を記録した。

#### チェルシー
マンチェスター・ユナイテッド、バルセロナ、インテル・ミラノ、ユヴェントス、広州恒大などの多くのクラブが関心を示していたが、2015年6月28日にイギリスメディア『スカイスポーツ』など複数メディアがチェルシーと合意に達したと報じられ、2015年8月22日にイングランド・プレミアリーグのチェルシーへ完全移籍したことを発表した。チェルシーは移籍金を公表していないが、移籍金は630万ポンドと報じられた。背番号は16番に決定。チェルシーデビューは2015年8月のプレミアリーグ、クリスタル・パレス戦。初の先発出場はフットボールリーグカップのウォルソール戦で、4-1の勝利に貢献している。しかし、チェルシー首脳陣の信頼を勝ち取る事は出来ず、また、2017年に中国でのプレシーズンの際にトラブルを起こして以降、トップチームから抹消され、更に2018年以降はローン移籍を繰り返すシーズンを送る。

#### ニューカッスル・ユナイテッド
2018年1月23日、ニューカッスル・ユナイテッドへシーズン終了までの期限付き移籍で加入。
2018年7月12日、ニューカッスル・ユナイテッドに期限付き移籍で復帰することが発表された。期間は2018-19シーズンの1年間である。

#### ヘタフェ
2019年9月2日、ヘタフェCFへのローン移籍が決定した。

#### グラナダ
2020年9月8日、グラナダCFへ1シーズンのローン移籍で加入することが発表された。

#### フラメンゴ
2021年8月19日、CRフラメンゴへのローン移籍が発表された。

#### チェルシー復帰
2022年1月14日、ベン・チルウェルの負傷離脱で、左サイドが手薄になっていたチェルシーに復帰することが発表された。
2021-22シーズン最終節、ワトフォード戦でスタメンで起用されると、カイ・ハフェルツのゴールをアシストする活躍を見せた。

#### レアル・バリャドリード
2022年9月1日、完全移籍でレアル・バリャドリードに加入することが発表された。

### 代表
ブラジルU-17代表として2013年にアルゼンチンで開催されたU-17南米選手権で、8試合出場6得点を記録した。

## 個人成績
2017年1月16日現在
| クラブ         | シーズン | リーグ戦 | リーグ戦 | 州リーグ | 州リーグ | カップ戦     | カップ戦     | 南米カップ | 南米カップ | 通算 | 通算 |
| クラブ         | シーズン | 出場     | 得点     | 出場     | 得点     | 出場         | 得点         | 出場       | 得点       | 出場 | 得点 |
| -------------- | -------- | -------- | -------- | -------- | -------- | ------------ | ------------ | ---------- | ---------- | ---- | ---- |
| フルミネンセFC | 2013     | 9        | 0        | 0        | 0        | 0            | 0            | 0          | 0          | 9    | 0    |
| フルミネンセFC | 2014     | 20       | 2        | 0        | 0        | 1            | 0            | 1          | 0          | 22   | 0    |
| フルミネンセFC | 2015     | 1        | 0        | 13       | 3        | 0            | 0            | 0          | 0          | 1    | 0    |
| クラブ         | シーズン | リーグ戦 | リーグ戦 | FAカップ | FAカップ | リーグカップ | リーグカップ | 欧州カップ | 欧州カップ | 通算 | 通算 |
| クラブ         | シーズン | 出場     | 得点     | 出場     | 得点     | 出場         | 得点         | 出場       | 得点       | 出場 | 得点 |
| チェルシーFC   | 2015-16  | 14       | 1        | 4        | 1        | 0            | 0            | 2          | 0          | 20   | 2    |
| ワトフォードFC | 2016-17  | 1        | 0        | 0        | 0        | 0            | 0            | 0          | 0          | 1    | 0    |

## タイトル

### チーム
チェルシーFC
- プレミアリーグ：1回（2016-17）